# 奥杜瓦伊峡谷

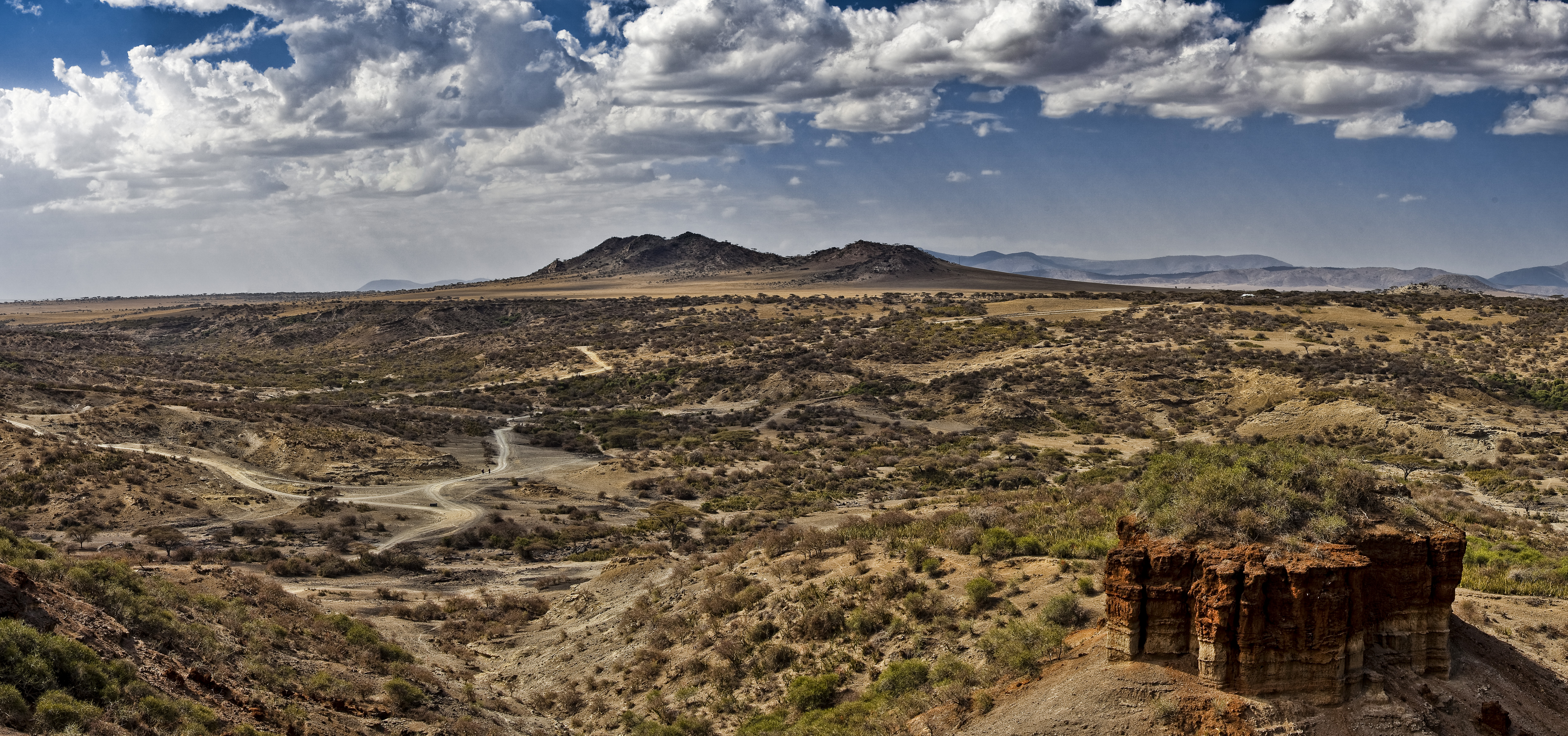
奥杜瓦伊峡谷

奥杜瓦伊峡谷（Olduvai Gorge），又译作奥杜威峡谷、奥杜韦峡谷，是东非的一个峡谷；位于坦桑尼亚北部阿鲁沙区恩戈罗恩戈罗保护区塞伦盖蒂。
有时其被称为人类的摇篮，因为在峡谷的遗迹中发现了多处早期能人的遗迹和遗骨化石。英国考古学家路易斯·李奇对其妻子瑪麗·李奇在奥杜瓦伊峡谷发现的175万年前的东非人头盖骨的叙述和分析，影响了人类演化理论。1979年在此出土的大量骨頭，大約有200萬年的歷史，上面的鑽切痕跡證明了人類祖先以肉類為必要食物擁有久遠的進化歷史。